# Dominique Rutily
Dominique Rutily, né en 1961 à Calenzana (Haute-Corse) et mort le 29 mars 1996 à Hyères, est considéré comme l'un des chefs du gang de la Brise de mer.

## Biographie
Rutily possédait des intérêts dans plusieurs établissements de nuit sur le continent et en Corse, des boîtes de Balagne dont le Challenger à l'Île Rousse. Il a été condamné par la cour d'assises de Nice en 1990 à 4 ans de prison pour sa participation à  l'attaque à main armée, le 26 mars 1987, d'une agence du Crédit agricole. Il aurait touché 70 000 francs de subventions européennes pour un troupeau de vaches totalement fictif. Il se disait aussi qu'il lorgnait sur l'empire de Jean-Louis Fargette. Il avait pour ambition de reprendre l'OGC de Nice. Rolland Courbis était son conseiller technique.
Il a pour ami d'enfance Paul Grimaldi, lieutenant du parrain Jean-Louis Fargette et ami de Francis le Belge. Il a un fils, Anthony Rutily, âgé de deux mois au moment de sa mort.
Il est le président du football club de Calvi. Il a un frère Alexandre.

## Assassinat
Il est assassiné sur le parking du stade de Hyères, alors qu'il est en compagnie de Rolland Courbis. Il venait de voir le match de National 3 Calvi-Hyères. Sur le parking, quatre hommes abattent Rutily à coup de balles de 11,43. Courbis est blessé à l'abdomen par une balle qui a ricoché sur le bitume.
Ses assassins ne seront jamais retrouvés.